# Gran Bretagna ai XIX Giochi olimpici invernali
La Gran Bretagna partecipò ai XIX Giochi olimpici invernali, svoltisi a Salt Lake City, Stati Uniti, dall'8 al 24 febbraio 2002, con una delegazione di 49 atleti impegnati in undici discipline.